# Piromorfita

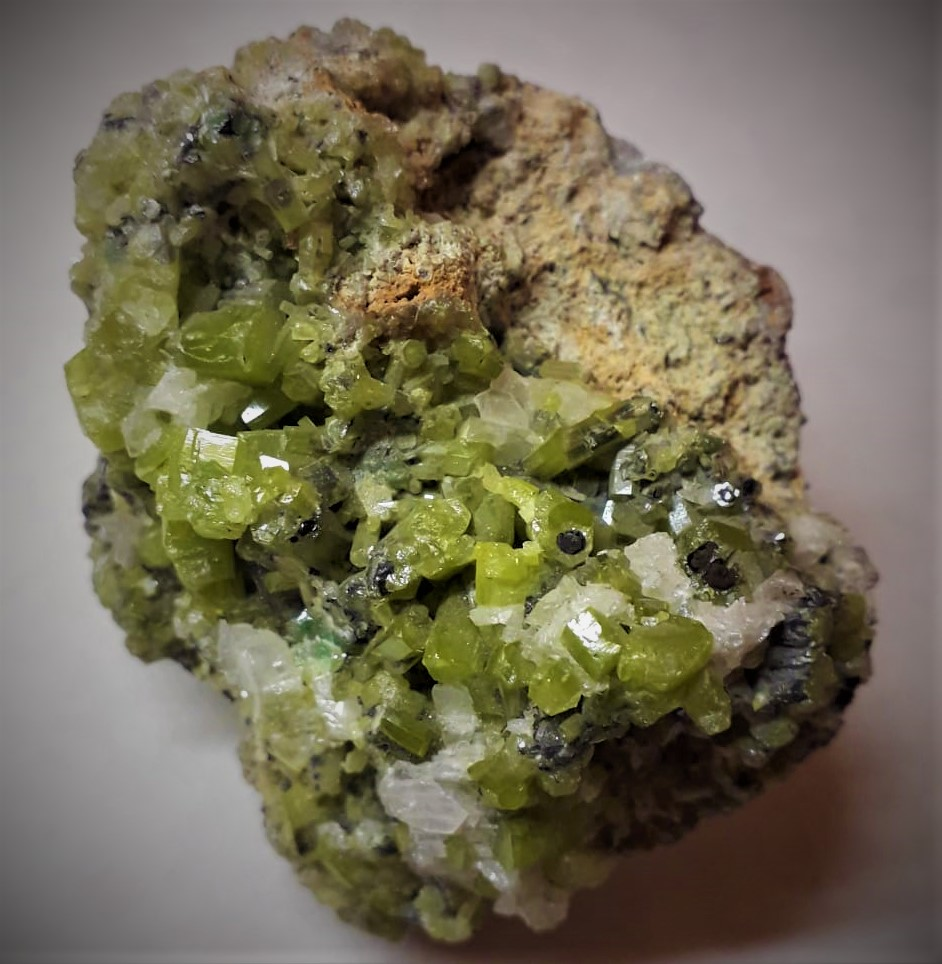
Piromorfita sobre matriz

La piromorfita es un mineral  de la clase 8 de los minerales fosfatos según la clasificación de Strunz, y dentro de esta pertenece al llamado «grupo del apatito». Fue descubierta en 1813 en Zschopau en los Montes Metálicos, en el estado de Sajonia (Alemania), siendo nombrada así por el mineralogista J.F.L. Hausmann del griego piros -fuego- y morfos -forma-, en alusión a la forma que adopta al recristalizar el mineral fundido. Sinónimos poco usados son: pseudocampilita, piromorphita, sexangulita, poliesferita y plomo verde.

## Características químicas
Es un fosfato de plomo anhidro con aniones adicionales de cloruro. Cristaliza en el sistema hexagonal y es un mineral traslúcido de brillo resinoso cuando no diamantino de color verde de distintos tonos, amarillento, anaranjado y más raramente marrón. La dureza se halla comprendida entre 3,5 y 4 y la densidad entre 6,7 y 7 pudiendo llegar hasta 7,1.
Es isoestructural con la mimetita (Pb5(AsO4)3Cl) y con la vanadinita (Pb5(VO4)3Cl), siendo el análogo en fosfato de ambos. Forma una serie de solución sólida con el mineral mimetita, en la que la sustitución gradual del fósforo por arsénico va dando los distintos minerales de la serie.
Además de los elementos de su fórmula, suele llevar como impurezas: flúor, radio, calcio, cromo, vanadio y arsénico.

## Formación y yacimientos
Es un mineral secundario relativamente frecuente, que se encuentra en la zona de oxidación de los yacimientos del plomo, donde se caracteriza por sus típicos cristales prismáticos con forma de barril de tono generalmente verdoso. Cuando el mineral es abundante se emplea como mena de plomo. Además de a la galena, suele encontrarse asociado a  cerusita y a anglesita. Puede formar ejemplares muy vistosos, muy apreciados en museos y colecciones. En España se encontraron ejemplares muy notables, y además en gran cantidad, en las minas de El Horcajo, en Almodóvar del Campo (Ciudad Real), durante su época de explotación en el siglo XIX. En época moderna, se han encontrado ejemplares de muy buena calidad en la mina «San Andrés», en Espiel, y en la mina «Resuperferolítica», en Santa Eufemia, en ambos casos en la provincia de Córdoba.
Otras localidades que han producido ejemplares notables de este mineral son la mina Roughton Gill, en Caldbeck Fells, Inglaterra, la mina Bunker Hill, en Kellogg, Idaho, USA, la mina Huari-Huari, en Cornelio Saavedra, Potosí, Bolivia, y la mina Daoping, en Guilin, China

## Usos
Es una mena secundaria del plomo.
El mineral se puede reproducir artificialmente, desde que el químico Nögerath detectara en 1847 su presencia en una fábrica donde se trataban y beneficiaban minerales de hierro que contenían plomo y cierta cantidad de fósforo.